# 哈拉爾四世
哈拉爾四世（古諾斯語: “Haraldr gilli”或“Haraldr gillikristr”，約1102年-1136年12月14日—）。挪威國王（1130年－1136年）。他的名字吉勒可能來自中古愛爾蘭語Gilla Críst－“基督的僕人”。

## 生平

### 背景
哈拉爾·吉勒大約於1102年出生在愛爾蘭島或赫布里底群島，以前者更有可能。根據薩迦，他通過認識挪威商人而熟悉挪威，包括後來成為奧克尼伯爵羅涅瓦爾德‧卡利‧卡洛松。大約在1127年，哈拉爾·吉勒前往挪威並宣稱他是前任國王馬格努斯三世的私生子，馬格努斯三世於1103年去世前曾到訪愛爾蘭。事實上，這並非令人難以置信，因為馬格努斯三世的其他後裔在愛爾蘭的記錄有所記載。眾所周知，他是特別喜愛至少是一名愛爾蘭女性。哈拉爾·吉勒因此聲稱自己是當時的國王西居爾一世同父異母的弟弟。似乎已經成功地通過神明裁判。西居爾一世承認他宣稱的所謂關係，條件是哈拉爾·吉勒在他或者他的兒子馬格努斯在生時不能分享王國的權力。為了與國王保持友好關係，哈拉爾·吉勒遵守這項協議，直到西居爾一世於1130年去世為止。

### 統治
當哈拉爾·吉勒聽說西居爾一世去世時，當時他在通斯堡。他召集了一個會議在Haugating （來自古挪威語字山或墳塚）舉行。在會議上，哈拉爾·吉勒被多於國家一半的貴族選為國王。馬格努斯四世不得不將王國與哈拉爾分治。
因此，西居爾一世統治的王國如此分裂成兩半。他們起初仍能和平地分治了一段時間。經過四年難得的和平，馬格努斯四世開始公開準備對哈拉爾·吉勒發動戰爭。1134年8月9日，他在布胡斯的Färlev的決定性戰爭中擊敗了哈拉爾·吉勒，哈拉爾·吉勒逃往丹麥。隨後，馬格努斯四世解散了他的軍隊，前往卑爾根過冬。哈拉爾·吉勒隨後帶著一支新軍隊返回挪威，幾乎在沒有人抵抗下，在聖誕節前到達卑爾根。由於馬格努斯四世軍隊很少，這座城市於1135年1月7日很容易地被哈拉爾·吉勒的軍隊攻陷。馬格努斯四世被捕並被廢黜。他的眼睛被弄盲，並被投入監獄。哈拉爾·吉勒統治這個國家直到1136年，當時他被另一名被稱為馬格努斯三世的私生子西居爾·馬格努森所謀殺。

### 個人生活
哈拉爾·吉勒與瑞典國王老英格的兒子和繼承人拉格瓦爾德·英格森的女兒英格·拉格瓦爾德斯多塔結婚。哈拉爾·吉勒與英格·拉格瓦爾德斯多塔有一個兒子英格一世。根據薩迦，哈拉爾·吉勒曾與蓋爾女人Bjaðǫk結婚，生下埃斯泰因二世。在哈拉爾·吉勒的妻妾中，多拉·古托姆是Guttorm Gråbarde的女兒，她是西居爾二世的母親。他還有一個兒子馬格努斯·哈拉德森，他於1145年10歲時去世。所有四個兒子都是挪威國王。

### 歷史背景
大約從他登上王位開始，挪威歷史上的內戰時期開始（1130年至1217年）。在此期間，有幾個不同規模和強度的互聯衝突。這些衝突的背景是由於不明確的挪威繼承法，社會條件以及教會與國王之間的鬥爭而成。有兩個主要政黨，首先以不同的名字或根本沒有名字，但最終以Bagler和Birkebeiner兩派為名。其中一派會因為出現一位王子，或者是因為他們的追隨者聲稱自己是國王的私生子而集結，令現任的國王地位不穩，以反對國王統治而打擊敵對派系。